# Se Eu Não Te Amasse Tanto Assim

Se Eu Não Te Amasse Tanto Assim est le quatrième album d'Ivete Sangalo, sorti en 2002.

## Liste des chansons
1. Se Eu Não Te Amasse Tanto Assim
2. A Lua que Eu Te Dei
3. Coleção
4. Back At One (avec Brian McKnight)
5. Frisson
6. Medo de Amar (avec Ed Motta)
7. Meu Abraço
8. Fullgás (en public)
9. O Sal da Terra (avec Roupa Nova)
10. Em Mim, em Você
11. Postal
12. Por Causa de Você, Menina (en public) (avec Jorge Ben)
13. Meu Maior Presente
14. Loucuras de uma Paixão (avec Jorge Aragão)